# 후지무라 아유미
후지무라 아유미(일본어: 藤村 歩, 1970년 5월 8일 ~ )는 일본의 여자 성우이다. 도쿄도 출신이며 소속사는 켄 프로덕션이다. 전문 학교 도쿄 뮤직 미디어 아트쇼비 졸업. 스쿨 듀오 5기생.

## 내력, 인물
- 『모레의 방향』의 이오카와 카라다역으로 첫 히로인을 맡았다. 또 동시에 캐릭터 송, 라디오 퍼스널리티도 처음으로 하게 되었다.
- 『모레의~』수록때 후지무라만이 남아 나중에 재수록하게 되어 50회 정도 NG를 낸적도 있었다. 하지만 그녀 자신은 이런 애피소드를 포함해「『모레의~』에 관련된 것이 공부가 되었다.」라고 라디오에서 말하고 있다.
- 『모레의 라디오』에서는 차분한 카라다역과는 다르게 하이 텐션인 토크를 이토 시즈카와 함께 펼쳤다.
- 최근엔 소년역이나 츤데레 캐릭터도 많이 연기한다. 또 J.C.STAFF이나 제네온 엔터테이먼트 제작작품에의 출연이 많다.
- 형제구성은 여동생과 나이차가 많이 나는 남동생.
- 이토 시즈카나 나바타메 히토미, 쿠기미야 리에와 같은 작품에 출연하는 경우가 많다.

## 출연작품

### TV 애니메이션
2005년
- 지옥소녀 (쿠레바야시 타쿠마)
- 작안의 샤나 (나카무라 키미코)

2006년
- 서쪽의 착한 마녀 (마리에 오셋)
- 모레의 방향 (이오카와 카라다)
- 바텐더 (쿠루시마 미와)

2007년
- 노다메 칸타빌레 (스튜어디스, 이노우에 유키, 미나코 모모다이라(학생 시절))
- 도화월탄 (미도 네네)
- 바람의 성흔 (칸나기 아야노)
- 신곡주계 폴리포니카 (스즈나)
- 작안의 샤나 2 (나카무라 키미코)
- 캐릭캐릭 체인지 (하토바 유키)
- 하야테처럼! (하루카제 치하루)

2008년
- 광란가족일기 (미다레자키 쿄우카)
- 나츠메 우인장 (나츠메 타카시(어릴 적))
- 닌자의 왕 (시미즈 라이메이)
- 사후편지 (여자)
- 앨리슨과 리리아 (여군)
- 절대가련 칠드런 (우메가에 나오미)
- 폴피의 긴 여행 (미나)

2009년
- 첫사랑 한정 (치쿠라 나오)
- 하야테처럼!! 2 (하루카제 치하루)
- 블리치 (비매)
- 성검의 블랙스미스 (세실리 캠벨)
- 레터비 (니치)

2010년
- 회장님은 메이드사마! (아유자와 미사키)
- 침략! 오징어 소녀 (아이자와 에이코)
- 레터비 리버스 (니치)
- 기동전사 건담 유니콘 (오드리 번)
- 심령탐정 야쿠모 (오자와 하루카)
- 성흔의 퀘이사 (오리베 마후유)
- 어떤 마술의 금서목록2 (후키요세 세이리)
- 바쿠만 (이와세 아이코)

2011년
- 아스타롯테의 장난감! (제르다, 3화"선생님")
- 성흔의 퀘이사 2 (오리베 마후유)
- 바쿠만 2기 (이와세 아이코)
- 치비데비! (이토 선생님)
- 이나즈마 일레븐 GO (카게야마 히카루)

2013년
- 은여우 (하루)

### OVA
2006년
- 작안의 샤나 SP (나카무라 키미코)

2007년
- 딸기 마시마로 OVA (여학생)

2012년
- 침략!! 오징어 소녀 (아이자와 에이코)

### 극장 애니메이션
- 극장판 나루토 질풍전 (시온)
- 극장판 공의 경계 (코쿠토 아자카)
- 극장판 에그엔젤 코코밍:푸르밍과 두근두근 코코밍 세계 (사라누)
- 극장판 에그엔젤 코코밍:푸르밍과 두근두근 코코밍 세계 (사라누)
- 기동전사 건담 디 오리진 Ⅵ: 탄생 붉은 혜성
- 기동전사 건담 네러티브 (미네바 라오 자비)

### 게임
2004년
- 환상수호전IV (프레데리카)
- 진설 엽기의 우리 (사이온지 토모에) : 쿠로사키 네코 (黒崎猫) 명의

2005년
- D-spray (오오모리 레이코) : 쿠로사키 네코 (黒崎猫) 명의
- Rhapsodia (프레데리카, 스노우 핑거후드(소년기))
- IZUMO 제로 (키리사키 요시노, 시라누이 시로) : 쿠로사키 네코 (黒崎猫) 명의
- 유부녀 전대 아이사이거 (소피 안드레아 유키토) : 쿠로사키 네코 (黒崎猫) 명의

2006년
- 강아지와 살자 (실비아나) : 쿠로사키 네코 (黒崎猫) 명의
- 디아 피아니시모 루팡 (키리시마 히요리)
- D-spray2 (사이온지 레이코) : 쿠로사키 네코 (黒崎猫) 명의

2007년
- 유부녀 전대 아이사이거POWERED (소피 안드레아 유키토) : 쿠로사키 네코 (黒崎猫) 명의

2008년
- 루미너스 아크2 윌 (엘리시아)
- 아오이시로 (키얀 미기와)

2010년
- 슈퍼스트리트파이터 4 (이부키)

### 라디오
- 아사라지. (웹 라디오) - 이토 시즈카와 공동 진행.
- 아야노의 방과 후 케이크 바이킹 (동영상 방송) - 이노구치 유카, 이토 시즈카와 공동 진행.
- 라디오닷아이 후지무라 아유미의 여름색 군화 (BBQR, 2007년 7월 - 10월)
- 라디오 공의 경계 (웹 라디오, 2007년 11월 - 2008년 1월)
- 나가라! 광란전파일기 (분카방송 超!A&G+) - 사토 리나와 공동 진행. (2008년 4월 4일 ~ 9월 26일)